# Dodici concerti, Op. 7
L'opus 7 di Antonio Vivaldi è una serie di dodici concerti, dei quali dieci per violino, archi e basso continuo e due (il n. 1 e il n. 7) per oboe, archi e basso continuo, composti tra il 1716 ed il 1717.
- Concerto n. 1 in Si bemolle maggiore, RV 465

Allegro
Adagio
Allegro
- Concerto n. 2 in Do maggiore, RV 188

Allegro
Largo
Allegro
- Concerto n. 3 in Sol minore, RV 326

Allegro
Grave
Presto
- Concerto n. 4 in La minore, RV 354

Allegro
Adagio
Allegro
- Concerto n. 5 in Fa maggiore, RV 285a

Allegro
Grave - Adagio (Grave)
Allegro
- Concerto n. 6 in Si bemolle maggiore, RV 374

Allegro
Largo
Allegro
- Concerto n. 7 in Si bemolle maggiore, RV 464

Allegro
Largo
Allegro
- Concerto n. 8 in Sol maggiore, RV 299

Allegro assai
Largo, cantabile
Allegro
- Concerto n. 9 in Si bemolle maggiore, RV 373

Allegro
Grave
Alla breve
- Concerto n. 10 in Fa maggiore, "Il Ritiro", RV 294a

Allegro
Adagio
Allegro
- Concerto n. 11 in Re maggiore, RV 208a

Allegro
Grave
Allegro
- Concerto n. 12 in Re maggiore, RV 214

Allegro
Grave assai
Allegro